# Teatro Auditorio (Conca)
El Teatro Auditorio de Cuenca és un espai cultural polivalent inaugurat el 6 d'abril de 1994, a la ciutat de Conca, (Castella - la Manxa). L'edifici ocupa un espai excavat a la muntanya, a la falda del Cerro del Socorro, al costat del riu Huécar i davant de la ciutat vella. Va ser dissenyat per l'arquitecte José María García de Paredes, que va morir durant la construcció. Disposa de dues sales.